# Urszula Krupa
Urszula Irena Krupa (n. 20 octombrie 1949, Łódź, Polonia) este un om politic polonez, membru al Parlamentului European în perioada 2004-2009 din partea Poloniei.